# Sói Greenland
Sói Greenland (Canis lupus orion) là một phân loài của sói xám sống ở Greenland. Hơn 90% phạm vi sống của sói Greenland nằm trong Vườn quốc gia Đông Bắc Greenland, ước tính số lượng chó sói ở đó vào năm 1998 là 55 cá thể do thiếu con mồi.

## Phân loại và tiến hóa
Năm 1935, nhà động vật học người Anh Reginald Pocock gán tên phân loài  Canis lupus orion  vào một mẫu vật từ Cape York, tây bắc Greenland. Ông cũng đặt tên là Canis lupus arctos (sói Bắc cực) vào một mẫu vật từ Đảo Melville ở [quần đảo Queen Elizabeth] gần đó, Canada. Cả hai phân loài sói được công nhận là phân loài riêng biệt của Canis lupus trong cơ quan phân loại  Động vật có vú của thế giới (2005).
Phần còn lại của phân loài này lâu đời nhất vẫn còn ở Greenland có niên đại từ 7.600 năm trước, tuy nhiên chúng có thể đã ở đó sớm hơn bởi vì con mồi chính của chúng, loài bò sát, có niên đại từ 8.900 năm trước. Nowak đề xuất rằng trong Pleistocen muộn hai loại sói phát triển ở phía bắc không băng của băng hà Wisconsin, một trong khu đất Peary Land ở phía bắc của Greenland, một loại khác ở Alaska. Khi băng tan, những con sói đất Peary lan rộng khắp Greenland và quần đảo Queen Elizabeth. Những con sói Alaskan lan rộng để trở thành những con sói phía bắc được gọi là  Canis lupus arctos . Những con sói khác từ phía nam của băng sẽ di chuyển về phía bắc để tương tác với những con sói phía bắc. Các tác giả khác không đồng ý rằng sói Greenland là một phân loài riêng biệt của Canis lupus vì nó gần với phạm vi của con sói Bắc Cực. Một tác giả đề xuất rằng con sói Greenland di cư từ Canada bằng cách băng qua băng biển đông lạnh giữa hai khu vực, và một tác giả khác đã ghi lại những con sói trên băng khi Nares Strait đóng băng.
Vào năm 2016, một nghiên cứu về ti thể trình tự DNA chỉ ra rằng những con sói Greenland thuộc về haplotype đã được tìm thấy trước đây trong số những con sói Bắc Mỹ khác, cho biết nguồn gốc của chúng từ Bắc Mỹ.

## Mô tả
Chó sói Greenland được mô tả là nhỏ đến trung bình 155 cm (61 in) nhưng rất nhẹ so với kích thước 26 kg (57 lb), tuy nhiên, kích thước đo này chỉ bắt nguồn từ năm mẫu vật đã bị bắt ở phía tây bắc Greenland trong mùa đông năm 1906 và có thể là kết quả của dinh dưỡng kém. Kích thước bầy trung bình của những con sói là 3,3; bầy gồm bốn con sói hoặc nhiều hơn là hiếm. Chúng bị đe doạ do mật độ đặc biệt thấp, kích thước bầy nhỏ hơn, sinh sản không thường xuyên và sản lượng con cái thấp hơn. Những con sói của Greenland và Ellesmere Island săn mồi trên bất kỳ loài dễ dàng có thể đạt được, với thỏ tạo thành một nguồn thực phẩm quan trọng. Con sói đã được ghi nhận về con dấu ở cả Greenland và Queen Elizabeth Islands, và có tài liệu chứng kiến mắt của những vụ giết bò xạ từ quần đảo Queen Elizabeth và từ Greenland, nơi hai con bò đực bị giết bởi một cặp sói.